# Anastasia Bogdanovski
Anastasia Bogdanovski, född 30 juli 1993, är en makedonsk simmare.
Bogdanovski tävlade för Makedonien vid olympiska sommarspelen 2016 i Rio de Janeiro, där hon blev utslagen i försöksheatet på 200 meter frisim.